# Лабастід-Денат
Лабасті́д-Дена́т (фр. Labastide-Dénat) — колишній муніципалітет у Франції, у регіоні Окситанія, департамент Тарн. Населення — 376 осіб (2011).
Муніципалітет був розташований на відстані близько 560 км на південь від Парижа, 70 км на північний схід від Тулузи, 8 км на південний схід від Альбі.

## Історія
До 2015 року муніципалітет перебував у складі регіону Південь-Піренеї. Від 1 січня 2016 року належав до нового об'єднаного регіону Окситанія.
1 січня 2017 року Лабастід-Денат було приєднано до муніципалітету Пюїгузон.

## Демографія
Динаміка населення (INSEE ):
Розподіл населення за віком та статтю (2006):
| Стать | Всього | До 15 років | 15-24 | 25-44 | 45-64 | 65-85 | Понад 85 |
| --- | ------ | ----------- | ----- | ----- | ----- | ----- | -------- |
| Чоловіки | 170    | 49          | 15    | 44    | 51    | 11    | 0        |
| Жінки | 171    | 29          | 11    | 48    | 56    | 27    | 0        |
| \| Статево-вікова піраміда \| Статево-вікова піраміда \| Статево-вікова піраміда \| \| ----------------------- \| ----------------------- \| ----------------------- \| \| Чоловіки \| Вік \| Жінки \| \| 0 \| 85 + \| 0 \| \| 0 \| 80-84 \| 4 \| \| 0 \| 75-79 \| 4 \| \| 0 \| 70-74 \| 4 \| \| 11 \| 65-69 \| 15 \| \| 15 \| 60-64 \| 15 \| \| 22 \| 55-59 \| 15 \| \| 7 \| 50-54 \| 11 \| \| 7 \| 45-49 \| 15 \| \| 15 \| 40-44 \| 15 \| \| 11 \| 35-39 \| 19 \| \| 11 \| 30-34 \| 7 \| \| 7 \| 25-29 \| 7 \| \| 11 \| 20-24 \| 4 \| \| 4 \| 15-20 \| 7 \| \| 15 \| 10-14 \| 7 \| \| 15 \| 5-9 \| 11 \| \| 19 \| 0-4 \| 11 \| |        |             |       |       |       |       |          |
| Статево-вікова піраміда |        |             |       |       |       |       |          |
| Чоловіки | Вік    | Жінки       |       |       |       |       |          |
| 0 | 85 +   | 0           |       |       |       |       |          |
| 0 | 80-84  | 4           |       |       |       |       |          |
| 0 | 75-79  | 4           |       |       |       |       |          |
| 0 | 70-74  | 4           |       |       |       |       |          |
| 11 | 65-69  | 15          |       |       |       |       |          |
| 15 | 60-64  | 15          |       |       |       |       |          |
| 22 | 55-59  | 15          |       |       |       |       |          |
| 7 | 50-54  | 11          |       |       |       |       |          |
| 7 | 45-49  | 15          |       |       |       |       |          |
| 15 | 40-44  | 15          |       |       |       |       |          |
| 11 | 35-39  | 19          |       |       |       |       |          |
| 11 | 30-34  | 7           |       |       |       |       |          |
| 7 | 25-29  | 7           |       |       |       |       |          |
| 11 | 20-24  | 4           |       |       |       |       |          |
| 4 | 15-20  | 7           |       |       |       |       |          |
| 15 | 10-14  | 7           |       |       |       |       |          |
| 15 | 5-9    | 11          |       |       |       |       |          |
| 19 | 0-4    | 11          |       |       |       |       |          |

## Економіка
У 2007 році серед 219 осіб у працездатному віці (15-64 років) 162 були активні, 57 — неактивні (показник активності 74,0%, у 1999 році було 72,3%). З 162 активних працювали 152 особи (81 чоловік та 71 жінка), безробітних було 10 (4 чоловіки та 6 жінок). Серед 57 неактивних 16 осіб було учнями чи студентами, 23 — пенсіонерами, 18 були неактивними з інших причин.
У 2010 році в муніципалітеті числилось 139 оподаткованих домогосподарств, у яких проживали 361,5 особи, медіана доходів виносила 20 292 євро на одного особоспоживача